# Teksty Sarkofagów

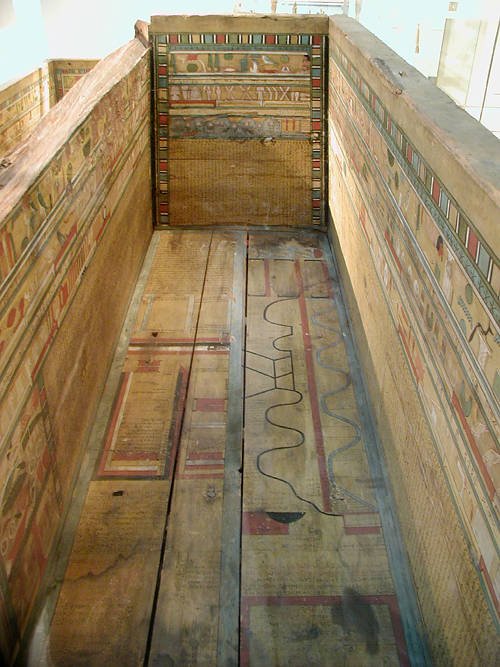
Sarkofag z okresu Średniego Państwa zawierający Teksty Sarkofagów namalowane na panelach

Teksty Sarkofagów (Księga Sarkofagów) – zbiór staroegipskich, religijnych tekstów magicznych, związanych z kultem zmarłych. Ich trzonem były zasadniczo przeredagowane, wzbogacone i opracowane literacko Teksty Piramid. Teksty Sarkofagów stanowiły ich dalszą ewolucję, dostępną już dla zwykłych śmiertelników, a nie tylko dla faraona, jak w przypadku samych Tekstów Piramid. 
Najstarsze Teksty Sarkofagów znane są z czasów VI dynastii (XXII w. p.n.e.) czyli z okresu Starego Państwa. Powszechnie stosowano je w Pierwszym Okresie Przejściowym, kiedy zastąpiły one zupełnie Teksty Piramid, i w Średnim Państwie, w którym to okresie były powoli zastępowane przez spisywane na papirusie Księgi umarłych. Teksty Sarkofagów tworzone były w klasycznym języku egipskim. Zapisywano je kursywą hieroglificzną i kopiowano na ścianach wewnętrznych sarkofagów skrzyniowych należących do dostojników, nawet niższego szczebla, jeszcze w czasach Średniego Państwa. Pojawiły się tam także malarskie ilustracje wybranych fragmentów tekstów.
Magiczne teksty miały pomóc zmarłemu w wędrówce przez podziemny świat, aby uniknął on pragnienia i głodu oraz rozlicznych niebezpieczeństw, czyhających nań w zaświatach. Miały też pozwolić mu na przybranie odpowiednich kształtów oraz umożliwić odnalezienie minionego życia i swoich bliskich oraz dostanie się do raju (Pola Jaru). Zawierały zaklęcia sachu, które miały pozwolić na powstanie ach – idealnej, duchowej istoty, ostatecznej formy, w jakiej mieli egzystować zmarli, przebywający wraz z bogami. Zawierały także teksty literackie oraz partie dotyczące mitycznych przypadków precedensowych, na które może powołać się zmarły dla zapewnienia sobie szczęśliwego bytu w zaświatach. Znajdują się tam, ujęte w formę dialogu, legendy o pochodzeniu i triumfie bogów oraz komentarze do mitologicznych wydarzeń. Teksty grupowano według określonej tematyki i zgodnie z nią nadawano im wspólne tytuły.
Teksty Sarkofagów stanowią doskonałe źródło dla poznania wierzeń starożytnych Egipcjan i mitologii staroegipskiej.